# Gianna Bryant
Gianna Maria-Onore Bryant (Orange, California, 1 de mayo de 2006 - Calabasas, California, 26 de enero de 2020), también conocida como Gigi Bryant y Mambacita, fue una estudiante-atleta estadounidense e hija del exjugador de baloncesto profesional Kobe Bryant .  Junto con su padre y otras siete personas, murió en un accidente de helicóptero en 2020 a los 13 años.

## Vida

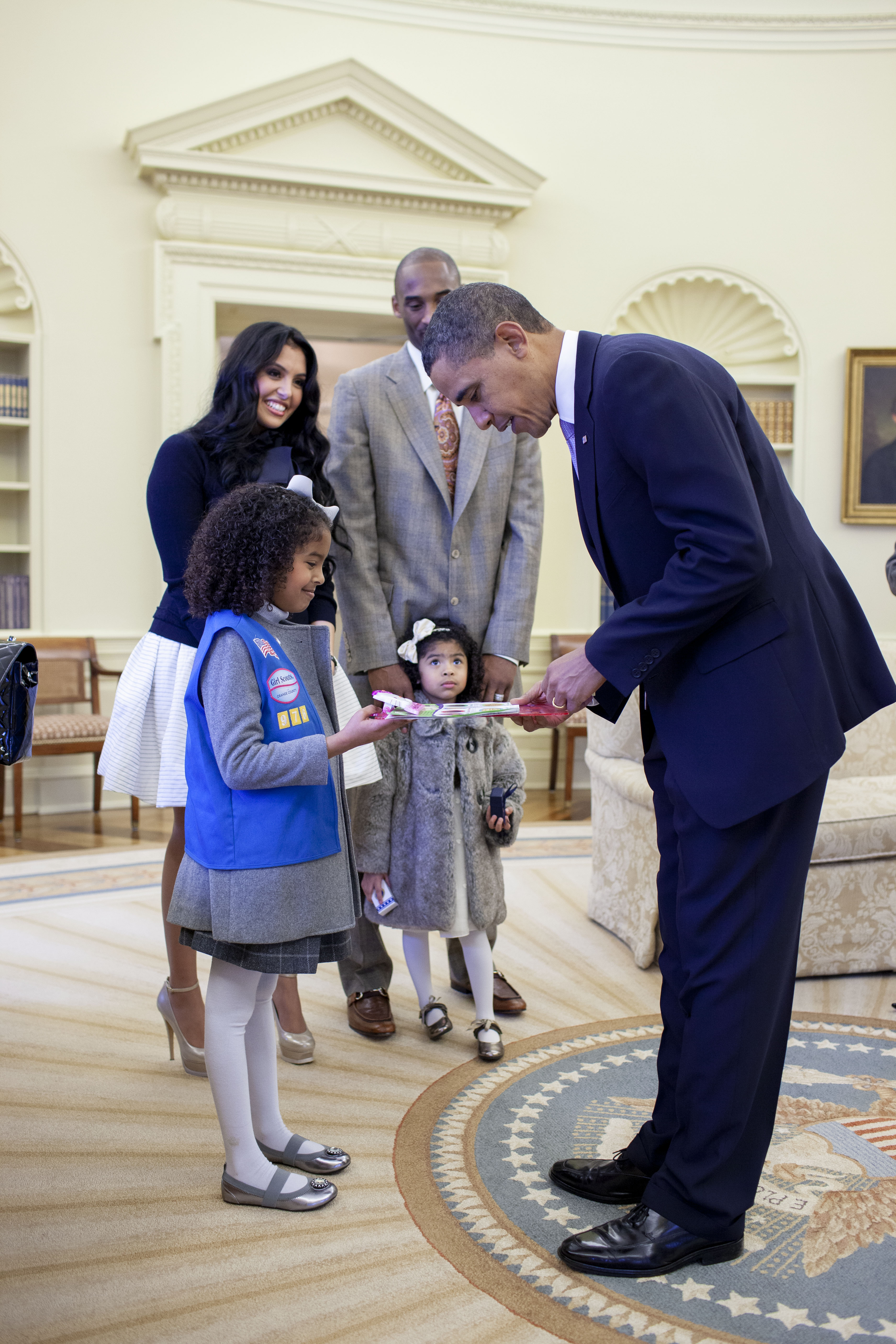
Gianna y sus padres observan mientras su hermana Natalia vende galletas de las Girl Scouts al presidente Barack Obama en la Oficina Oval, el 26 de enero de 2010.

Gianna "Gigi" Bryant nació el 1 de mayo de 2006, siendo hija del atleta miembro del Salón de la Fama de la Asociación Nacional de Baloncesto Kobe Bryant y la empresaria, filántropa y modelo Vanessa Bryant . Tenía una hermana mayor, Natalia, y dos hermanas menores, Bianka y Capri. Bryant a menudo acompañaba a su padre, sentándose con él en la conferencia de prensa de las Finales de la NBA de 2008  y jugando en la cancha durante los calentamientos en el Juego de las Estrellas de 2016.  En 2020, se volvió viral un video de la pareja hablando intensamente en las gradas mientras veían un partido de baloncesto.  El Hartford Courant informó que, en 2018, cuando solo tenía 11 años, los entrenadores de baloncesto universitario le pedían a su padre que la animara a asistir a sus universidades y unirse a sus equipos. 
Asistió a la Harbor Day School en Newport Beach, donde jugó en el equipo de baloncesto de la escuela y fue miembro del consejo estudiantil.  También jugó baloncesto para la Unión Atlética Amateur (AAU). 
USA Today señaló, en junio de 2018, que, habiendo cumplido recién 12 años, ya era más alta que su madre, y especuló que, cuando fuera adulta, podría estar cerca de la altura de su padre. Dijeron: "Ese tamaño con la habilidad de Bryant es una combinación absolutamente aterradora para un joven dínamo que claramente tiene la capacidad de dominar el flujo de un juego en la cancha". 

## Muerte
Bryant, su padre y otras siete personas murieron el 26 de enero de 2020 en un accidente de helicóptero en Calabasas, California . Las otras víctimas incluían a dos compañeras de equipo de baloncesto de Gianna: Alyssa Altobelli (hija del entrenador de béisbol John Altobelli) y Payton Chester. Una autopsia reveló que la causa de la muerte de las nueve personas fue un traumatismo contundente y que la causa de la muerte fue un accidente. 

## Homenajes y servicios funerarios

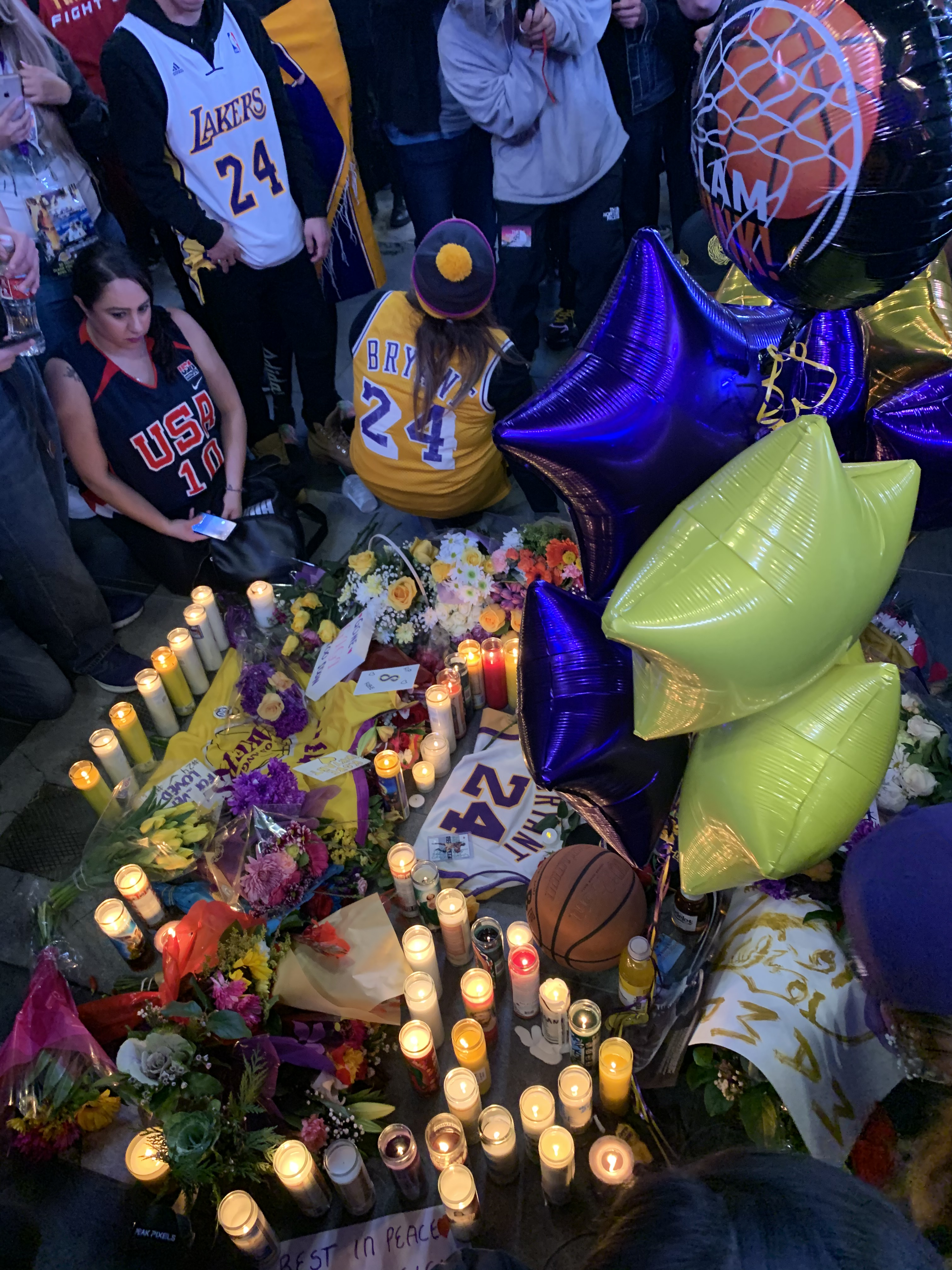
Los fanáticos se reunieron frente al Staples Center (más tarde Crypto.com Arena) el día de la muerte de Bryant.

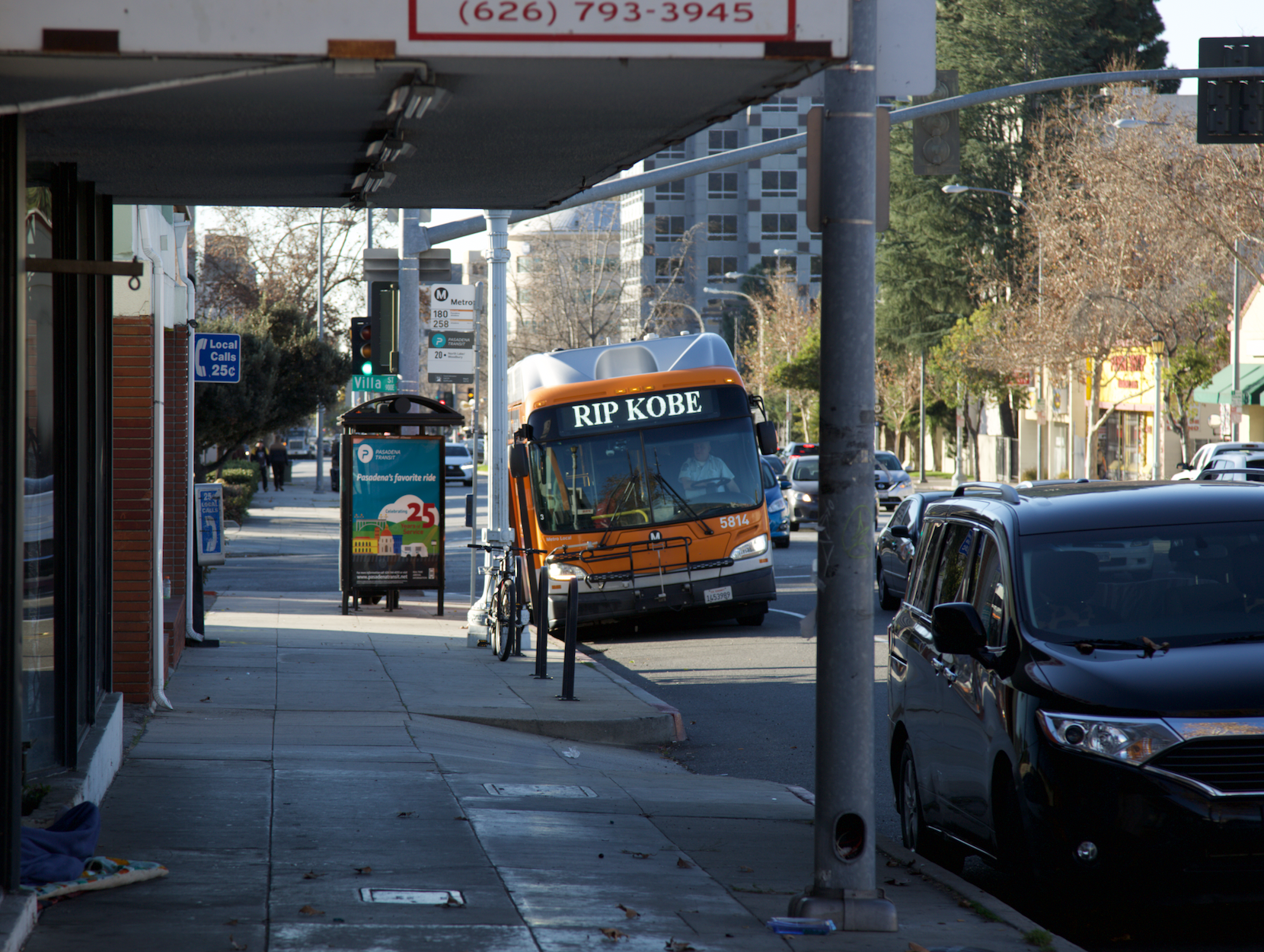
Autobús del Metro en Los Ángeles con pancarta "RIP Kobe", enero de 2020

El 7 de febrero, Bryant y su padre fueron enterrados en un funeral privado en el  Pacific View Memorial Park en el barrio Corona del Mar de Newport Beach, California.  El 24 de febrero se celebró un servicio conmemorativo público (24/2, que marcaba los números de camiseta de Kobe y Gianna) en el Staples Center con Jimmy Kimmel como presentador.
Entre los oradores del servicio se encontraban Vanessa, Jordan y Shaquille O'Neal, junto con la base de Phoenix Mercury, Diana Taurasi y Geno Auriemma, entrenador de Taurasi en Connecticut, donde Bryant aspiraba a jugar.   

## Legado

### Baloncesto
En el draft de la WNBA de 2020, Bryant, Altobelli y Chester fueron elegidas como selecciones honorarias.    La comisionada de la WNBA, Cathy Engelbert, declaró: «Estas atletas representaban el futuro de la WNBA. Jugadoras que seguían sus pasiones, adquirían conocimientos del juego y exhibían habilidades que superaban con creces su edad. Representaban la próxima generación de estrellas de nuestra liga, quizá la que se podría haber llamado la 'Generación Mambacita'».  La NBA afirmó: «Gianna Bryant iba a continuar con un legado en el baloncesto». Russ Davis, entrenador de baloncesto femenino de la Universidad Vanguard en el sur de California. "Es difícil predecir su futuro, pero con la forma en que estaba mejorando y la forma en que entendía el juego, iba a tener un futuro brillante".  La escuela de Bryant, Harbor Day School, retiró su camiseta, la número 2. 
Se esperaba que Bryant jugara para el equipo de baloncesto femenino UConn Huskies de la Universidad de Connecticut ; el equipo le guardó un asiento en el partido después de su muerte, donde colocaron flores y una camiseta de UConn con su número 2 en el banco.   UConn también publicó en Twitter: "Mambacita será un Husky para siempre".  
En 2022, la WNBA presentó un premio llamado Kobe & Gigi Advocacy Award: se entrega anualmente para "honrar a alguien en el ámbito del baloncesto por su continua defensa del baloncesto femenino en todo el país". 
En lo que habría sido su cumpleaños número 18 en 2024, la Fundación Deportiva Mamba & Mambacita organizó un campamento de baloncesto llamado "Juega al estilo de Gigi". 

### Nombre de marca
En mayo de 2022, en lo que habría sido el cumpleaños número 16 de Bryant, Nike lanzó el calzado "Mambacita Sweet 16". Era en blanco y negro y pretendía "simbolizar el impacto de Gigi Bryant en el baloncesto y su objetivo de construir un futuro mejor y más inclusivo para el juego", dijo Nike. En mayo de 2024, Nike lanzó una nueva combinación de colores de las zapatillas Nike Kobe 8 "Mambacita" en honor a lo que habría sido el cumpleaños número 18 de Gianna. Las ganancias beneficiarían a la Fundación Deportiva Mambacita, dedicada a apoyar a los niños deportistas desfavorecidos.  Nike añadió mariposas para mostrar el "impacto transformador que tuvo al destacar el deporte femenino". 

### Obras de arte
Se pintaron numerosos murales en Los Ángeles en honor a Kobe y "Gigi" Bryant. 
En el segundo aniversario de su muerte, el 26 de enero de 2022, se celebró un homenaje con una  estatua de bronce de Gianna y su padre que fue colocada durante un día en el lugar del accidente de 160 libras (72,6 kg). El escultor, Dan Medina, dijo que estaba trabajando en una versión de tamaño natural de la obra y esperaba ubicarla en el centro de Los Ángeles.  En febrero de 2024, cuando se instaló una estatua de Kobe Bryant en la cancha de baloncesto de su equipo, la madre de Gianna, Vanessa Bryant, dijo que se planeaban dos estatuas más para ese lugar, incluida "una con nuestra hermosa hija Gianna". 
Una estatua que la representa a ella y a su padre abrazándose fue inaugurada el 2 de agosto de 2024, cerca del Crypto.com Arena .    La pose se inspiró en varios momentos de 2019 de los dos sentados en la cancha en numerosos partidos de Los Angeles Lakers y un partido de Brooklyn Nets.